# Alsbach (Westerwald)
Alsbach ist eine Ortsgemeinde im Westerwaldkreis in Rheinland-Pfalz. Sie gehört der Verbandsgemeinde Ransbach-Baumbach an.

## Geographie

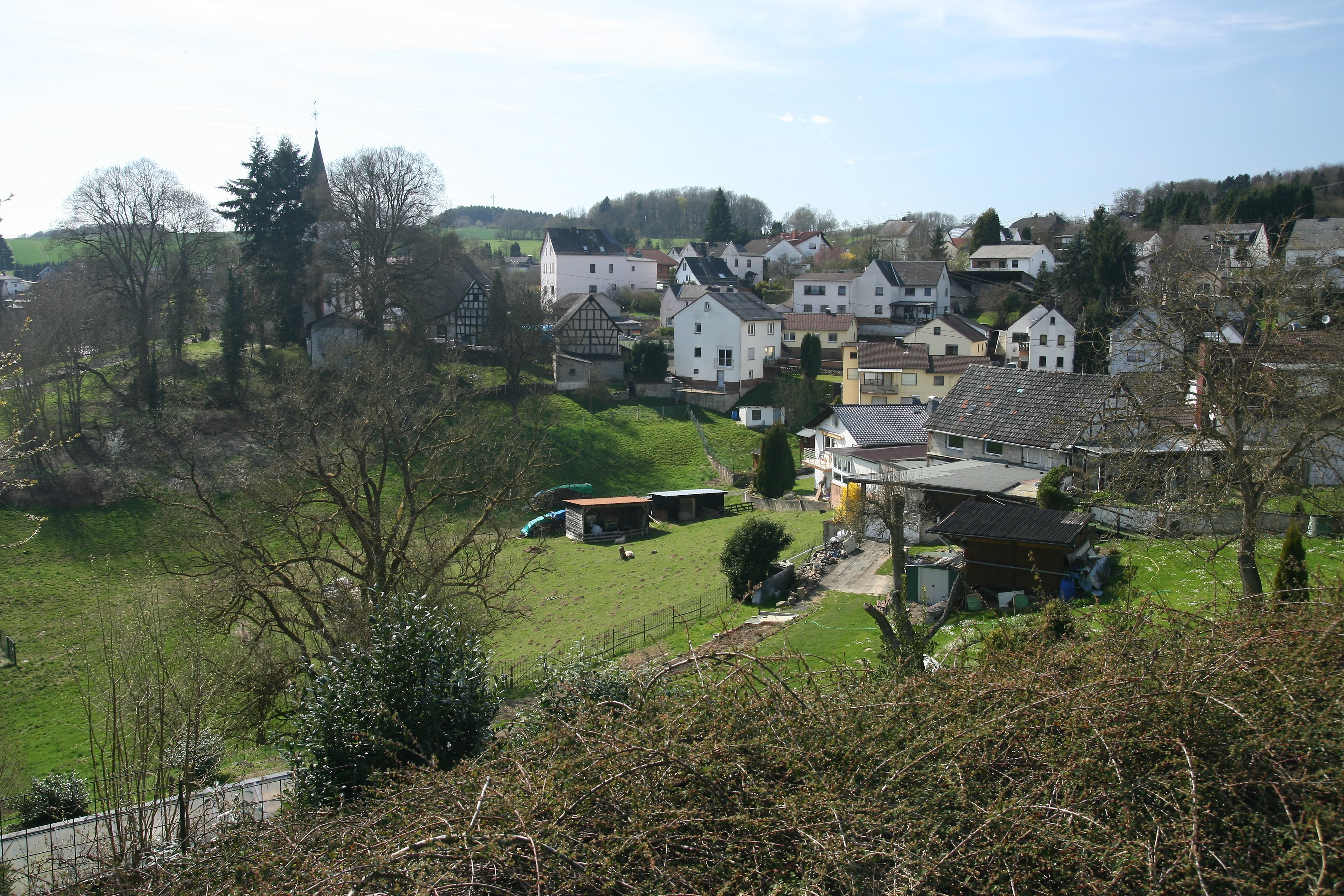
Blick über Alsbach aus Nordosten

Die Gemeinde liegt im Westerwald, etwa acht Kilometer östlich von Bendorf, drei Kilometer nördlich von Höhr-Grenzhausen und elf Kilometer westlich von Montabaur. Im Südosten bildet der Masselbach die Grenze zur benachbarten Gemeinde Kammerforst. Rund 55 Prozent der Gemarkungsfläche sind bewaldet und 36 Prozent werden landwirtschaftlich genutzt.
Zu Alsbach gehören auch die Wohnplätze Gut Hof Rembs und Hüttenmühle.

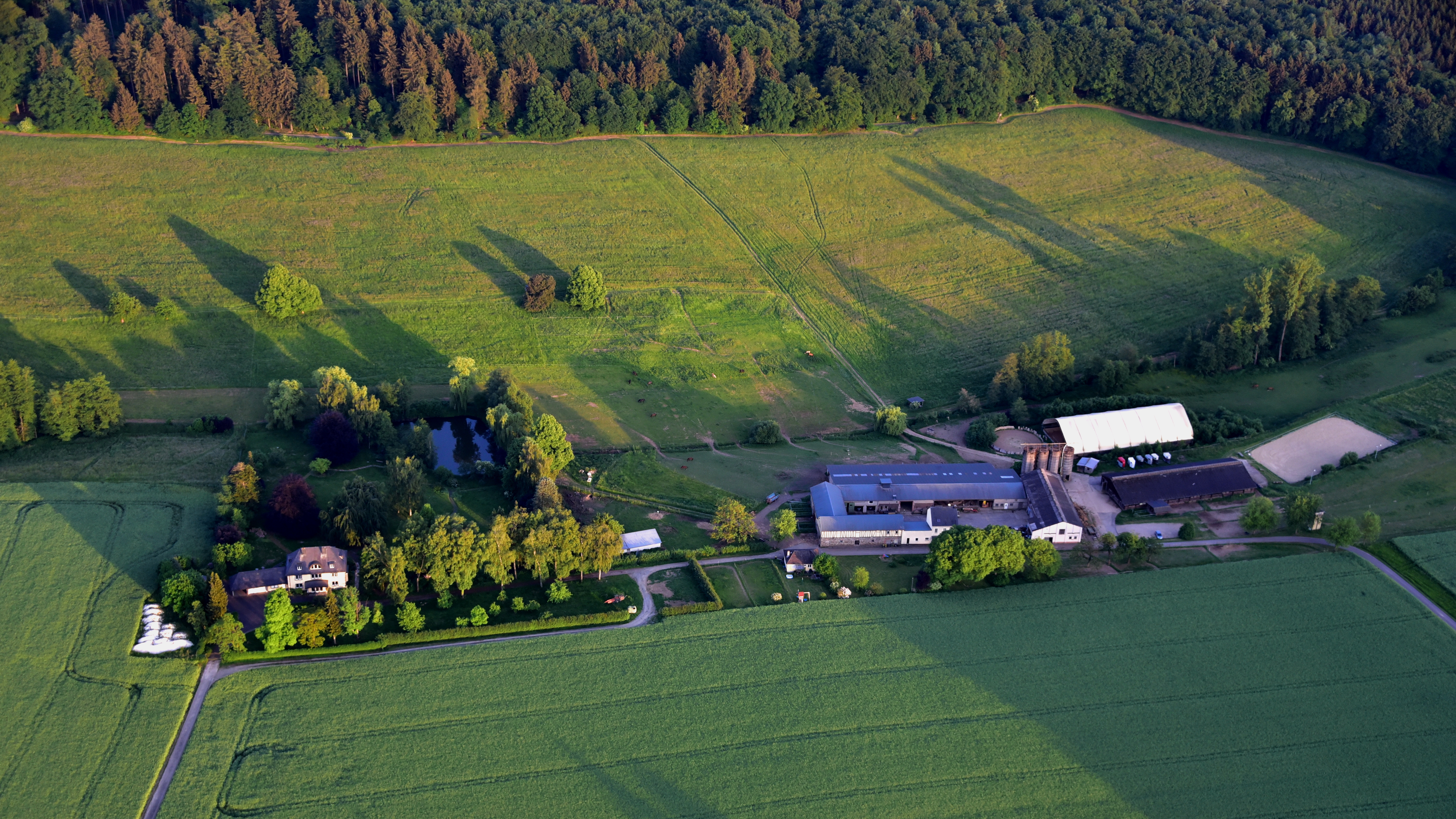
Gut Hof Rembs, Luftaufnahme (2018)

## Geschichte

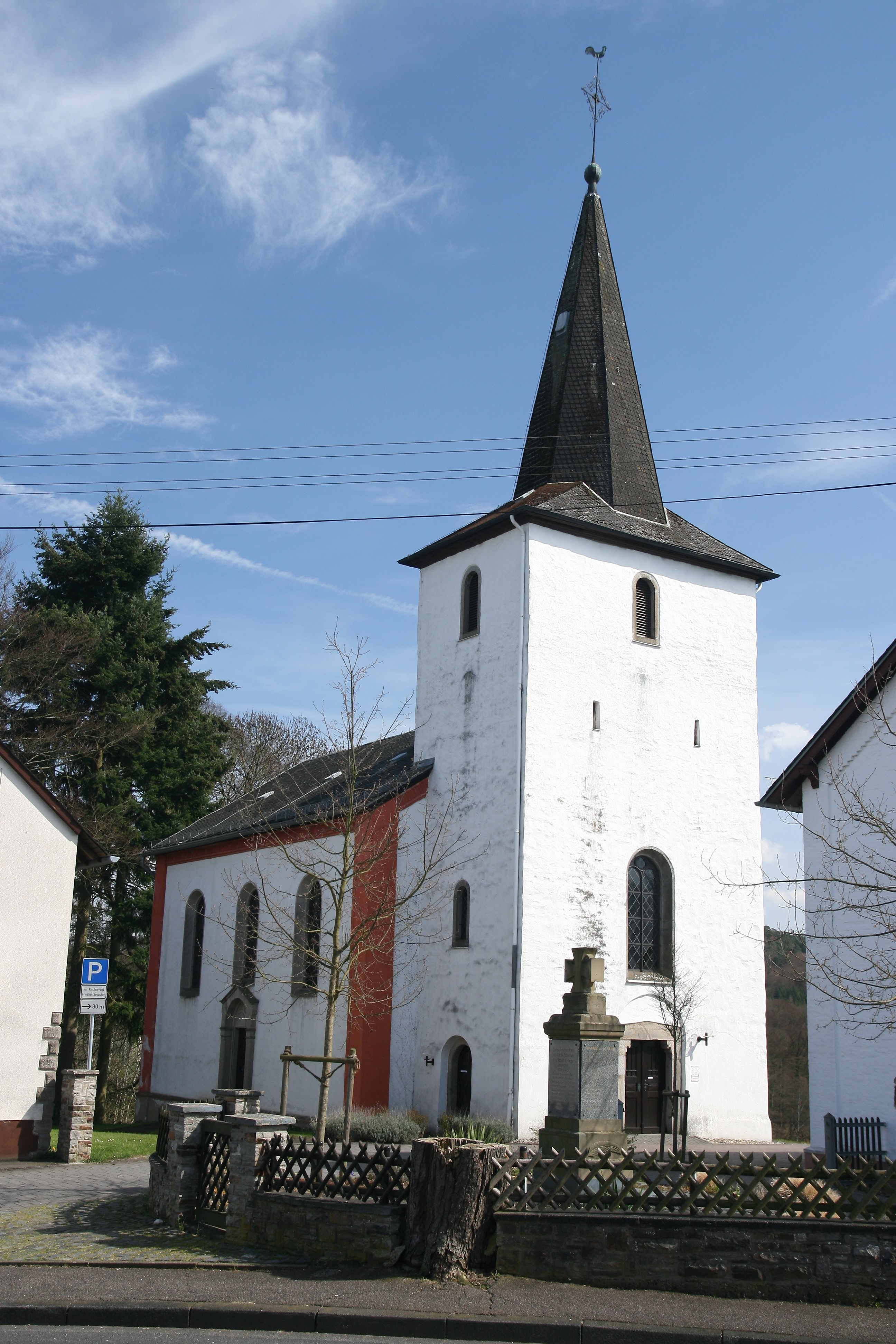
Evangelische Pfarrkirche

Alsbach wurde 1143 erstmals erwähnt. Die Kirche im Ort wurde ebenfalls spätestens Mitte des 12. Jahrhunderts Haus Isenburg gestiftet. Für 1376 ist erstmals der Sitz eines Gerichts in Alsbach bezeugt, wodurch der Ort auch für die allgemeine Verwaltung ein Mittelpunkt der Umgebung gewesen sein dürfte. Spätestens zum Beginn des 16. Jahrhunderts war der Gerichtssitz nach Grenzhausen verlagert.
Spätestens 1349 war Alsbach Sitz eines Kirchspiels, zu dem zu diesem Zeitpunkt zumindest Hilgert gehörte. Später waren Grenzhausen, Grenzau, Hundsdorf, Wirscheid und Sessenbach Teil des Kirchspiels. 1564 wurde im Kirchspiel Alsbach unter der wiedischen Herrschaft die Reformation eingeführt.
Aufgrund des Beitritts der beiden nassauischen Fürsten zum Rheinbund und der gleichzeitigen Mediatisierung der wiedischen Fürsten gehörte Alsbach ab 1806 zum Herzogtum Nassau (Amt Selters). 1854 wurde die mittelalterliche Kirche durch den heute noch vorhandenen Neubau ersetzt.
1866 kam der Ort zum Königreich Preußen. Unter der preußischen Verwaltung gehörte Alsbach zum Unterwesterwaldkreis im Regierungsbezirk Wiesbaden. Nach dem Zweiten Weltkrieg kam Alsbach zum neu gebildeten Land Rheinland-Pfalz. Der Unterwesterwaldkreis und damit Alsbach war nun dem neuen Regierungsbezirk Montabaur zugeordnet. Nach dessen Auflösung kam 1968 Unterwesterwaldkreis zum Regierungsbezirk Koblenz, seit 1972 gehört Alsbach der Verbandsgemeinde Ransbach-Baumbach und seit 1974 dem Westerwaldkreis an.
Östlich von Alsbach, nahe Hundsdorf, lag am Masselbach die Hundsdorfer Hütte, eine Eisenhütte, die erstmals 1604 erwähnt wurde. Ende des 17. Jahrhunderts erlebte die Hütte eine Blütezeit, die unter anderem zur Ansiedlung wallonischer Hüttenarbeiter in Kammerforst führte. 1747 wurde die Hütte aber zur Mühle umgebaut, die den Bann für Alsbach innehatte.
Bevölkerungsentwicklung
Die Entwicklung der Einwohnerzahl von Alsbach, die Werte von 1871 bis 1987 beruhen auf Volkszählungen:
| Jahr | Einwohner |
| ---- | --------- |
| 1815 | 214       |
| 1835 | 228       |
| 1871 | 251       |
| 1905 | 340       |
| 1939 | 346       |
| 1950 | 400       |

| Jahr | Einwohner |
| ---- | --------- |
| 1961 | 397       |
| 1970 | 506       |
| 1987 | 577       |
| 1997 | 568       |
| 2005 | 588       |
| 2017 | 610       |

## Politik

### Gemeinderat
Der Gemeinderat in Alsbach besteht aus zwölf Ratsmitgliedern, die bei der Kommunalwahl am 9. Juni 2024 in einer Mehrheitswahl gewählt wurden, und der ehrenamtlichen Ortsbürgermeisterin als Vorsitzender.

### Bürgermeister
Heike Christmann wurde am 3. Juli 2019 Ortsbürgermeisterin von Alsbach. Bei der Direktwahl am 26. Mai 2019 war sie mit 65,74 Prozent der abgegebenen Stimmen gewählt worden. Bei der Direktwahl am 9. Juni 2024 wurde Christmann mit 66,7 % der Stimmen ohne Gegenkandidat für weitere fünf Jahre im Amt bestätigt. Die Wahlbeteiligung lag bei 63,2 %.
Christmanns Vorgänger Ralf Scheyer hatte das Amt 20 Jahre ausgeübt.

### Wappen
| Wappen von Alsbach | Blasonierung: „In Silber drei schwarze Balken belegt mit einem links hinschreitenden, rot bewehrten und geschwänzten goldenen Pfau“ |
| Wappen von Alsbach | Wappenbegründung: Es basiert auf dem Wappen der Grafen von Wied, den ehemaligen Landesherren von Alsbach.                           |

## Wirtschaft und Infrastruktur
Südlich von Alsbach verläuft die Bundesautobahn 48. Die nahegelegene Brexbachtalbahn wurde stillgelegt.
Alsbach verfügt über ein Dorfgemeinschaftshaus.

## Persönlichkeiten
- Bernd Lang (* 1950), Politiker
- Andreas Noga (* 1968), Schriftsteller